# 東ヨーロッパ

国際連合によるヨーロッパの区分（東ヨーロッパは桃色）
北ヨーロッパ
東ヨーロッパ
西ヨーロッパ
南ヨーロッパ

CIA World Factbookによるヨーロッパの地域の分類
北ヨーロッパ
西ヨーロッパ
中央ヨーロッパ
南ヨーロッパ
南東ヨーロッパ
南西ヨーロッパ
東ヨーロッパ
南西アジア
北アジア
中央アジア
中東

東ヨーロッパ（ひがしヨーロッパ、英: Eastern Europe、露: Восточная Европа、チェコ語: východní Evropa、ポーランド語: Europa Wschodnia、ウクライナ語: Східна Європа、ベラルーシ語: Усходняя Еўропа）は、ヨーロッパの東部地域を指す。東欧（とうおう）とも呼ばれる。欧州でも特に民族の構成が複雑で、文化や宗教も多種多様に存在する。
冷戦時代においては、いわゆる「東側」「西側」という分類のそれを指す場合もあった（東側諸国や西側諸国の記事も参照）。以下では主に、通時的な「東欧」という概念の大まかな変遷を説明する。

## 地理的・文化的な分類

### 狭義
- ウクライナ
- ベラルーシ
- ロシア（ウラル山脈以西）

ドイツ・による分類

最狭義にはロシア（のウラル山脈以西）、ウクライナ、ベラルーシの三国を指す。これらの地域にはキエフ・ルーシをはじめとするルーシ（リュス）の国々が誕生した。やがてこの地域一帯はロシア帝国の一部となり、ロシア革命によりソビエト連邦のヨーロッパ部分を構成するようになった。ソビエト連邦の崩壊後は独立国家共同体が誕生した。

### 広義
広義には、かつてのヨーロッパのソ連型社会主義圏を指す。東欧革命以後では、ヨーロッパの東側の全ての国々を総じて「東欧」と呼ぶ場合が多い。現在でも国際連合の統計局ではこれら旧ソ連型社会主義圏の国々は「東欧」に含まれている。近年は、それらの国々の一部は中欧または中東欧とされることが増えている。旧ソ連型社会主義圏のポーランド、チェコ、スロバキア、ハンガリーなどは歴史・文化・経済面で関係が深く、地域協力機構「ヴィシェグラード・グループ」を形成するに至った。

#### 旧ソ連の加盟国
旧ソビエト連邦の加盟国の以下の国々を含む場合もある。
- カザフスタン
- アゼルバイジャン
- ジョージア
- アルメニア

これらの国々はCISの加盟国か元加盟国となっている旧ソ連邦の国々であり、その領土の一部が地理的にヨーロッパにあるか、ヨーロッパと歴史的に深いつながりのある国々である。それぞれ別の時代にロシア帝国あるいはソビエト連邦の一部へと組み込まれていった。現在でも経済的にロシアとのつながりが深いが、政治的には親ロシア的なアルメニアから、NATO加盟を目指す西側志向で反ロシア的なジョージアまで立場はさまざまである。
- モルドバ

モルドバは民族的にはルーマニアに近く、南東ヨーロッパに分類される場合がある。
- エストニア
- ラトビア
- リトアニア

旧加盟国の中で、リトアニア・ラトヴィア・エストニアの3カ国はバルト三国と呼ばれ、北ヨーロッパにも含まれる国々。
これらの国々は第一次世界大戦時のロシア帝国崩壊に伴って独立を果たし、政治的自治の自由を味わった。しかしまもなく、ドイツとソビエト連邦による密約・モロトフ＝リッベントロップ協定に基づいてソビエト連邦の構成国となった。3カ国ともソビエト連邦崩壊の混乱のさなかに独立を回復し、その後NATOや欧州連合への加盟を果たしている。しかし、国内には全人口の数割に及ぶ多数のロシア系住民をかかえており、反ロシア的な民族主義者とロシア系住民の間で政治的・文化的な緊張が続いている。

#### 中東欧
現在は中欧または中東欧とも呼ばれる国々。
- スロバキア
- スロベニア
- チェコ
- ハンガリー
- ポーランド

中世から近代にかけて、これらの国々は連合の王朝や連合国（ハンガリー・ボヘミア・ポーランド・リトアニア間）を作り、神聖ローマ帝国やオーストリア帝国などのゲルマン系の国々の一部であった。神聖ローマ帝国やオーストリア帝国末期からその崩壊後にかけては、帝国からの自由とスラヴ人同士の連帯を希求した汎スラヴ主義運動の中心地であった（それに反しポーランド・リトアニア共和国は多民族共存を唱えた）。両世界大戦においてはドイツとロシア帝国、ソビエト連邦の衝突の地となり、戦後はソ連型社会主義の東側諸国としてソビエト連邦の衛星国となった。冷戦終結後は西側諸国と政治的連携をし、NATOや欧州連合への加盟をした。なお、ハンガリー以外はスラヴ系民族が多数を占める国家でもある。この点は同じ「中欧」でもゲルマン系民族を多数とするドイツ・オーストリア・スイスとは異なる。
現在、外務省で中央ヨーロッパを管轄しているのは「欧州局中・東欧課」である（ドイツ、オーストリア、スイス、リヒテンシュタイン、ポーランド、ハンガリー、チェコ、スロバキア、ブルガリア、ルーマニア、アルバニア、北マケドニア、スロベニア、クロアチア、ボスニア・ヘルツェゴビナ、ギリシャ、キプロス、セルビア、モンテネグロ、コソボ、ウクライナ、ベラルーシ、モルドバがこの課の管轄）。

#### 東南欧
バルカン半島諸国や東南ヨーロッパと呼ばれる国々。
- アルバニア
- クロアチア
- コソボ
- セルビア
- ブルガリア
- ボスニア・ヘルツェゴビナ
- 北マケドニア
- モルドバ
- モンテネグロ
- ルーマニア

アナトリア半島が国土の大半を占めるが、以下の国を含む場合もある。
- トルコ

これらの国や地域の多くは東ローマ帝国やオスマン帝国の支配を受け、その影響（特にビザンティン文化）を受けている。また、東ローマ帝国やオスマン帝国と、神聖ローマ帝国、オーストリア帝国など西方の勢力との衝突点であり、宗教でも正教会、イスラム教とカトリックが混在している。19世紀から20世紀にかけて、多民族を包含する巨大な帝国が失われた後、民族混住の地であったこの地域はヨーロッパの火薬庫と呼ばれ、両世紀を通してバルカン戦争や両世界大戦、一連のユーゴスラビア紛争などの多くの争いを経験した。これらの国々はNATOや欧州連合の加盟国であるか加盟を目指す国々であり、また南東欧協力プロセスや中欧自由貿易協定を結び、新たな地域統合の道が模索されている。

## 国連による分類
国連による世界地理区分で東ヨーロッパに分類される国は以下の10ヶ国である。
- ウクライナ
- スロバキア
- チェコ
- ハンガリー
- ブルガリア
- ベラルーシ
- ポーランド
- モルドバ
- ルーマニア
- ロシア

以下は事実上独立した地域。
- 沿ドニエストル

## 冷戦時代
多くはワルシャワ条約機構に加盟していた。

冷戦期のヨーロッパ

冷戦期の東側諸国（Eastern Bloc）と「東ヨーロッパ（東欧）」（Eastern Europe / East Europe）表記を混同しないこと。
ワルシャワ条約機構加盟国
- ソビエト連邦
- チェコスロバキア社会主義共和国
- ドイツ民主共和国
- ルーマニア社会主義共和国
- ハンガリー人民共和国
- ブルガリア人民共和国
- ポーランド人民共和国

中立国
- アルバニア社会主義人民共和国 （ワルシャワ条約機構を1968年に脱退）
- ユーゴスラビア社会主義連邦共和国

## 関連文献
- 『中欧・東欧文化事典』編集代表　羽場久美子、編集委員　井口壽乃、大津留厚、桑名映子、田口雅弘、中澤達哉、長與進、三谷惠子、山崎信一、丸善出版、2021年。IBSN　978-4-621-30616-1[3]